# Таємний агент (фільм, 2025)
«Таємний агент» (порт. O Agente Secreto) — бразильський художній фільм 2025 року, зрежисований Клебером Мендонсою Фільо у жанрі політичного трилера та створений у копродукції з 4 країнами. Головну роль виконав Вагнер Моура.
Прем'єра відбулась 18 травня 2025 року в основній конкурсній програмі 78-го Каннського кінофестивалю, де фільм був відзначений низкою нагород, зокрема призами за найкращу режисуру та найкращу чоловічу роль. Критика оцінила «Таємного агента» вкрай високо. Наймасштабніший фільм режисера з найбільшим бюджетом серед його творчого доробку.

## Сюжет
Дія відбувається у 1977 році. Фахівець з технологій, відомий під псевдонімом Марчело, тікаючи від кілерів, повертається до рідної Бразилії, міста Ресіфі, під час Бразильського карнавалу. Він — удівець, батько маленького сина, колишній академік інженерної галузі. У Ресіфі йому надає притулок група загадкових повстанців, очолюваних доною Себастіаною. Політичні події останніх років воєнної диктатури в Бразилії та шпигунська епопея, в яку потрапляє Марчело, призводять до багатьох смертей…

## У ролях
- Вагнер Моура — Марчело
- Марія Фернанда Кандіду — Ельза, фасилітатор повстанців
- Карлос Франциско — Александр, тесть Марчело
- Еліс Карвалью — Фатіма, дружина Марчело
- Таня Марія — дона Себастіана, лідер повстанців
- Роні Вієла — Аугусто, кілер
- Габріель Леоне — Боббі, кілер
- Удо Кір — Ганс, кравець
- Томас Акіну — Арліндо
- Лора Луфезі — Флавія, дослідниця

## Створення
Клебер Мендонса Фільо давно хотів створити історичне розслідування про період воєнної диктатури в Бразилії засобами кіномови. У 1977 році режисеру було 9 років, від тодішніх бразильських дітей багато що приховувалось про події в країні. Фільо писав сценарій протягом трьох років. «Моя найбільша мотивація під час створення цього фільму — амнезія та втрата пам'яті Бразилії» — казав він.
Головну роль, першу португальською мовою за 8 років, виконав Вагнер Моура, якого режисер назвав «класичною кінозіркою», а його роль у фільмі — найвеличнішою в його житті. «Якби Фільо зробив „Червону шапочку“, я би все одно хотів у ній зніматись» — казав Моура.
Знімальний процес пройшов із червня по серпень 2024 року в Сан-Паулу та Ресіфі. Фільм мав найбільший бюджет серед доробку Фільо — 3 мільйони 400 тисяч євро. У «Таємному агенті» лунає широкий спектр пісенних хітів 1970-х років — від бразильської класики до міжнародних If You Leave Me Now гурту Chicago і Love to Love You Baby Донни Саммер.

## Сприйняття

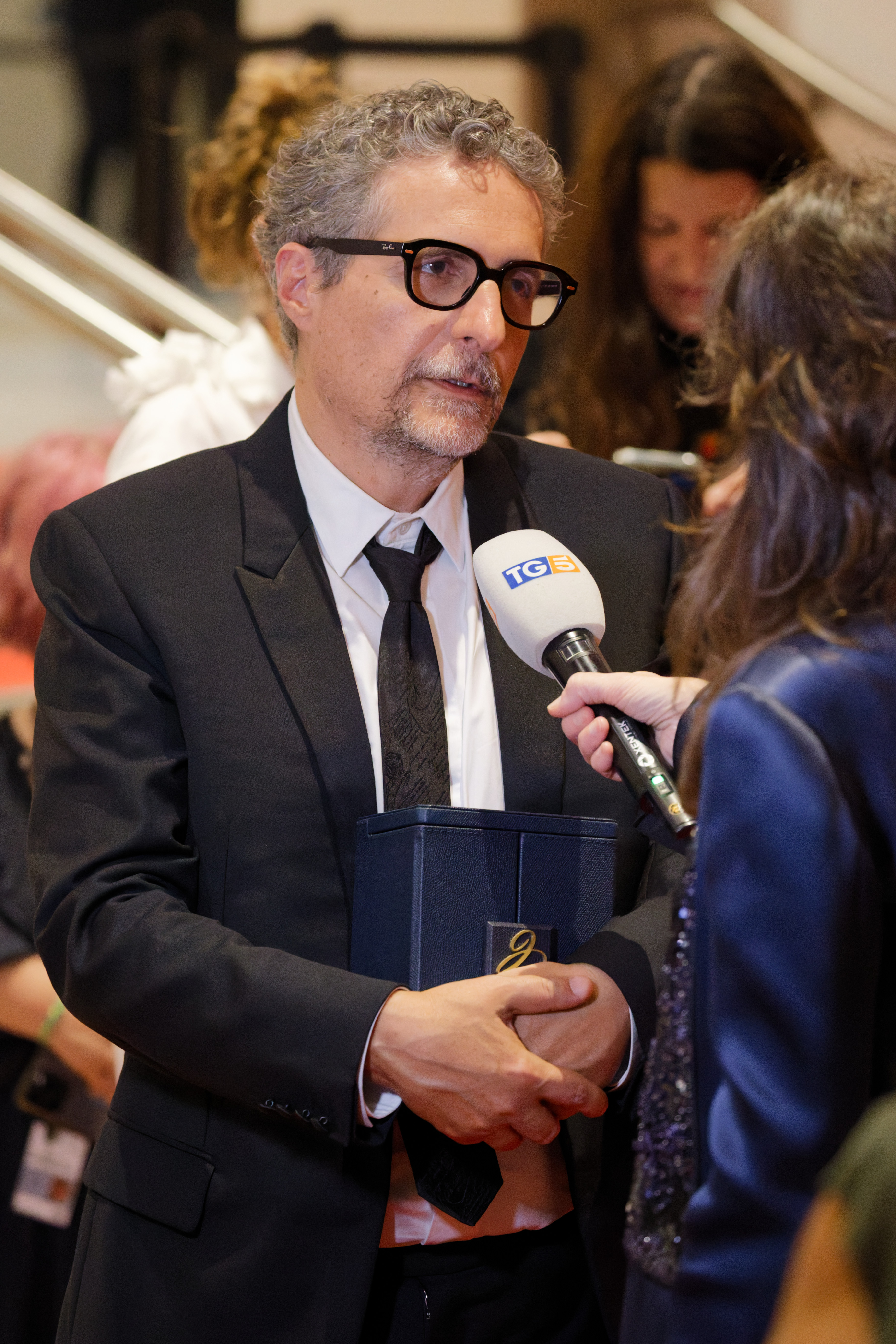
Клебер Мендонса Фільо з каннським призом за найкращу режисуру, травень 2025 року

Після завершення каннського показу аудиторія аплодувала стоячи 13 хвилин. За підсумковим вердиктом критиків, присутніх на фестивалі, фільм отримав середній бал 2.8 з 4 можливих — другий найвищий бал серед фільмів конкурсної програми. За результатами фестивалю фільм був нагороджений призами за найкращу режисуру для Клебера Мендонси Фільо, найкращу чоловічу роль для Вагнера Моури та призом ФІПРЕССІ як найкращий фільм конкурсної програми.
«Таємний агент» викликав захоплення критиків. Натепер рейтинг фільму на Metacritic — 88 %, на Rotten Tomatoes — 100 %. «Показний шедевр, просочений історією та відчутним обожнюванням кіно, „Таємний агент“ є найамбітнішою, монументальною працею режисера в кар'єрі, яка досі не мала жодної невдачі» — писав Карлос Агіяр (The Playlist).
У пресі лунали регулярні порівняння фільму з найпомітнішим бразильським фільмом 2024 року — «Я все ще тут», який також розповідав про події періоду воєнної диктатури в Бразилії. Пітер Бредшоу з газети The Guardian, переглядаючи «Таємного агента», також згадав «Професію: репортер» і творчість Серджо Леоне: «Фільм має більш романну структуру: це фільм одного персонажа, бенефіс Моури з його складною, співчутливою роллю. Захоплюючий, бравурний кінематограф».